# Europapokal der Landesmeister 1973/74
Der Europapokal der Landesmeister 1973/74 war die 19. Auflage des Wettbewerbs. 31 Klubmannschaften nahmen teil, darunter 30 Landesmeister der vorangehenden Saison und mit Ajax Amsterdam der Titelverteidiger.
Für die Bundesrepublik nahm der FC Bayern München, für die DDR Dynamo Dresden, für Österreich Wacker Innsbruck und für die Schweiz der FC Basel teil. In der 2. Runde gab es das erste deutsch-deutsche Aufeinandertreffen, hierbei konnten sich die Bayern knapp mit 4:3 und 3:3 gegen die Dresdner durchsetzen.
Die Teilnehmer spielten im reinen Pokalmodus mit (bis auf das Finale) Hin- und Rückspielen um die Krone des europäischen Vereinsfußballs. Bei Gleichstand gab es zunächst Verlängerung, danach, mit Ausnahme des Finales, ein Elfmeterschießen. Bis auf den Titelverteidiger Ajax Amsterdam starteten die Vereine in der ersten Runde.
Das Finale fand am 15. Mai 1974 im Heysel-Stadion von Brüssel vor 49.000 Zuschauern statt. Im ersten Spiel zwischen dem FC Bayern München und Atlético Madrid stand es nach der Verlängerung 1:1, weil Georg Schwarzenbeck in der 120. Minute aus der Distanz den Ausgleich erzielt hatte. Fünf Minuten zuvor war Atlético Madrid in Führung gegangen. Am 17. Mai fand ein Wiederholungsspiel statt. Hier gewannen die Bayern mit 4:0 und waren damit der erste deutsche Sieger. In diesem Match waren allerdings bei den Madrilenen vier Spieler gesperrt, was zu dementsprechenden Kommentaren in den spanischen Zeitungen geführt hatte.

## 1. Runde
Freilos:  Ajax Amsterdam
Die Hinspiele fanden am 18. (Reykjavík vs. Basel) und 19. September, die Rückspiele am 20. September (Basel vs. Reykjavík) und 3. Oktober 1973 statt.
|                       | Gesamt          |                      | Hinspiel | Rückspiel |
| --------------------- | --------------- | -------------------- | -------- | --------- |
| Fram Reykjavík        | 02:11           | FC Basel             | 0:5      | 2:6       |
| Roter Stern Belgrad   | 3:1             | FKS Stal Mielec      | 2:1      | 1:0       |
| FC Bayern München     | 4:4 (4:3 i. E.) | Åtvidabergs FF       | 3:1      | 1:3 n. V. |
| Benfica Lissabon      | 2:0             | Olympiakos Piräus    | 1:0      | 1:0       |
| Waterford FC          | 2:6             | Újpesti Dózsa SC     | 2:3      | 0:3       |
| Turku PS              | 1:9             | Celtic Glasgow       | 1:6      | 0:3       |
| Dynamo Dresden        | 4:3             | Juventus Turin       | 2:0      | 2:3       |
| FC Brügge             | 10:00           | FC Floriana          | 8:0      | 2:0       |
| Jeunesse Esch         | 1:3             | FC Liverpool         | 1:1      | 0:2       |
| Atlético Madrid       | 1:0             | Galatasaray Istanbul | 0:0      | 1:0 n. V. |
| Viking Stavanger      | 1:3             | Spartak Trnava       | 1:2      | 0:1       |
| Vejle BK              | 3:2             | FC Nantes            | 2:2      | 1:0       |
| ZSKA Sofia            | 4:0             | SSW Innsbruck        | 3:0      | 1:0       |
| Crusaders FC          | 00:12           | Dinamo Bukarest      | 0:1      | 00:11     |
| Sorja Woroschilowgrad | 3:0             | APOEL Nikosia        | 2:0      | 1:0       |

## 2. Runde
Die Hinspiele fanden am 24. Oktober, die Rückspiele am 6./7. November 1973 statt.
|                     | Gesamt |                       | Hinspiel | Rückspiel |
| ------------------- | ------ | --------------------- | -------- | --------- |
| Roter Stern Belgrad | 4:2    | FC Liverpool          | 2:1      | 2:1       |
| Celtic Glasgow      | 1:0    | Vejle BK              | 0:0      | 1:0       |
| Benfica Lissabon    | 1:3    | Újpesti Dózsa SC      | 1:1      | 0:2       |
| Spartak Trnava      | 1:0    | Sorja Woroschilowgrad | 0:0      | 1:0       |
| FC Brügge           | 6:7    | FC Basel              | 2:1      | 4:6       |
| Dinamo Bukarest     | 2:4    | Atlético Madrid       | 0:2      | 2:2       |
| Ajax Amsterdam      | 1:2    | ZSKA Sofia            | 1:0      | 0:2 n. V. |
| FC Bayern München   | 7:6    | Dynamo Dresden        | 4:3      | 3:3       |

## Viertelfinale
Die Hinspiele fanden am 27. Februar (Basel vs. Glasgow) und 5./6. März, die Rückspiele am 20./21. März 1974 statt.
|                     | Gesamt          |                  | Hinspiel | Rückspiel |
| ------------------- | --------------- | ---------------- | -------- | --------- |
| FC Basel            | 5:6             | Celtic Glasgow   | 3:2      | 2:4 n. V. |
| FC Bayern München   | 5:3             | ZSKA Sofia       | 4:1      | 1:2       |
| Spartak Trnava      | 2:2 (3:4 i. E.) | Újpesti Dózsa SC | 1:1      | 1:1 n. V. |
| Roter Stern Belgrad | 0:2             | Atlético Madrid  | 0:2      | 0:0       |

## Halbfinale
Die Hinspiele fanden am 10. April, die Rückspiele am 24. April 1974 statt.
|                  | Gesamt |                   | Hinspiel | Rückspiel |
| ---------------- | ------ | ----------------- | -------- | --------- |
| Újpesti Dózsa SC | 1:4    | FC Bayern München | 1:1      | 0:3       |
| Celtic Glasgow   | 0:2    | Atlético Madrid   | 0:0      | 0:2       |

## Finale
| FC Bayern München                        | FC Bayern München | Atlético Madrid | Atlético Madrid |
| ---------------------------------------- | --- | --- | --------------- |
| FC Bayern München                        | \| 15. Mai 1974 in Brüssel (Heysel-Stadion) \| \| Ergebnis: 1:1 n. V. (0:0) \| \| Zuschauer: 49.000 \| \| Schiedsrichter: Vital Loraux ( Belgien) \|                                                                       | \| 15. Mai 1974 in Brüssel (Heysel-Stadion) \| \| Ergebnis: 1:1 n. V. (0:0) \| \| Zuschauer: 49.000 \| \| Schiedsrichter: Vital Loraux ( Belgien) \| | Atlético Madrid |
| FC Bayern München                        | Sepp Maier – Johnny Hansen, Paul Breitner – Georg Schwarzenbeck, Franz Beckenbauer , Franz Roth – Rainer Zobel, Uli Hoeneß, Conny Torstensson (76. Bernd Dürnberger), Gerd Müller, Jupp Kapellmann Cheftrainer: Udo Lattek | Miguel Reina – Francisco Melo, José Luis Capón – Adelardo, Ramón Heredia, Luis Aragonés – Eusebio Bejarano, Javier Irureta, José Ufarte (69. Heraldo Bezerra), José Gárate, Ignacio Salcedo (90. Alberto Fernández) Cheftrainer: Juan Carlos Lorenzo ( Argentinien) | Atlético Madrid |
| FC Bayern München                        | 1:1 Georg Schwarzenbeck (120.) | 0:1 Luis Aragonés (114.) | Atlético Madrid |
| 15. Mai 1974 in Brüssel (Heysel-Stadion) | | |                 |
| Ergebnis: 1:1 n. V. (0:0)                | | |                 |
| Zuschauer: 49.000                        | | |                 |
| Schiedsrichter: Vital Loraux ( Belgien)  | | |                 |

### Wiederholungsspiel
| FC Bayern München                          | FC Bayern München | Atlético Madrid | Atlético Madrid |
| ------------------------------------------ | --- | --- | --------------- |
| FC Bayern München                          | \| 17. Mai 1974 in Brüssel (Heysel-Stadion) \| \| Ergebnis: 4:0 (1:0) \| \| Zuschauer: 23.000 \| \| Schiedsrichter: Alfred Delcourt ( Belgien) \|                                                   | \| 17. Mai 1974 in Brüssel (Heysel-Stadion) \| \| Ergebnis: 4:0 (1:0) \| \| Zuschauer: 23.000 \| \| Schiedsrichter: Alfred Delcourt ( Belgien) \| | Atlético Madrid |
| FC Bayern München                          | Sepp Maier – Johnny Hansen, Paul Breitner – Georg Schwarzenbeck, Franz Beckenbauer , Franz Roth – Rainer Zobel, Uli Hoeneß, Conny Torstensson, Gerd Müller, Jupp Kapellmann Cheftrainer: Udo Lattek | Miguel Reina – Francisco Melo, José Luis Capón – Adelardo (61. Domingo Benegas), Ramón Heredia, Luis Aragonés – Eusebio Bejarano, Heraldo Bezerra, José Gárate, Ignacio Salcedo, Alberto Fernández (65. José Ufarte) Cheftrainer: Juan Carlos Lorenzo ( Argentinien) | Atlético Madrid |
| FC Bayern München                          | 1:0 Uli Hoeneß (28.) 2:0 Gerd Müller (57.) 3:0 Gerd Müller (70.) 4:0 Uli Hoeneß (83.) | | Atlético Madrid |
| 17. Mai 1974 in Brüssel (Heysel-Stadion)   | | |                 |
| Ergebnis: 4:0 (1:0)                        | | |                 |
| Zuschauer: 23.000                          | | |                 |
| Schiedsrichter: Alfred Delcourt ( Belgien) | | |                 |

## Beste Torschützen
| Rang | Spieler           | Klub                                   | Tore |
| ---- | ----------------- | -------------------------------------- | ---- |
| 1    | Gerd Müller       | FC Bayern München                      | 8    |
| 2    | Raoul Lambert     | FC Brügge                              | 6    |
|      | Conny Torstensson | Åtvidabergs FF (2), Bayern München (4) | 6    |
| 4    | Dudu Georgescu    | Dinamo Bukarest                        | 5    |
|      | Ottmar Hitzfeld   | FC Basel                               | 5    |
|      | Uli Hoeneß        | FC Bayern München                      | 5    |
| 7    | Walter Balmer     | FC Basel                               | 4    |
|      | Pierre Carteus    | FC Brügge                              | 4    |
|      | Radu Nunweiller   | Dinamo Bukarest                        | 4    |

## Eingesetzte Spieler FC Bayern München
| 1.                | FC Bayern München |
| FC Bayern München | - Tor: Sepp Maier (10/-) - Abwehr: Franz Beckenbauer (10/1); Georg Schwarzenbeck (10/1); Johnny Hansen (10/-); Paul Breitner (7/1); Gernot Rohr (1/-) - Mittelfeld: Franz Roth (9/1); Rainer Zobel (9/-); Bernd Dürnberger (7/1); Hans-Josef Kapellmann (7/-); Edgar Schneider (3/-); Erwin Hadewicz (1/-); Viggo Jensen (1/-) - Angriff: Gerd Müller (10/8); Uli Hoeneß (10/5); Conny Torstensson (6/4); Willi Hoffmann (3/1); Bernd Gersdorff (3/-) - Trainer: Udo Lattek |

Quelle: